# CKD9A型柴油机车
CKD9A型柴油机车是土库曼斯坦铁路的柴油机车车型之一，由中国南车集团资阳机车有限公司设计制造，2005年至2006年间共计生产16台。CKD9A型柴油机车是在中国铁路东风8B型货运机车基础上，根据土库曼斯坦铁路的运用要求改进而成的客运柴油机车，采用16V280ZJA型大功率柴油机，最高运行速度为120公里/小时。

## 发展历史
2004年，土库曼斯坦铁道交通部进行铁路机车车辆招标采购。同年10月4日，土库曼斯坦总统尼亚佐夫签署命令，批准铁道交通部向中国南车集团资阳机车厂采购三种型号、共计71台、总价值4.8亿元人民币的柴油机车，包括16台CKD9A型客运柴油机车、22组（44台）CKD9C型双机重联货运柴油机车、10台CKD6E型调车柴油机车。同年10月19至21日，中华人民共和国外交部部长李肇星率团访问土库曼斯坦，期间中国首创龙基科技有限公司与土库曼斯坦铁道交通部正式签订铁路机车、车厢和其他设备的出口合同，合同总额为1.28亿美元，土库曼斯坦总统尼亚佐夫与中国外长李肇星出席了该合同的签字仪式，该合同也是中土两国建交14年以来最大的双边经贸合同。
2005年2月，资阳机车厂完成CKD9A型机车的设计方案并通过了厂内评审；同年7月，首2台机车落成并通过了各项试验。2005年8月初，首2台CKD9A型机车在土库曼斯坦首都阿什哈巴德的车站举行交接仪式，正式交付土库曼斯坦，配属阿什哈巴德机务段使用；同年8月22日正式投入运用。
2006年3月17日，土库曼斯坦独立15年来建设的第三条铁路——穿越卡拉库姆沙漠的阿什哈巴德—卡拉库姆—达绍古兹铁路建成通车，土库曼斯坦总统尼亚佐夫在伊索呜仕车站为新开通的铁路剪彩，CKD9A型0002号机车顺利完成了总统专列的牵引任务。
2013年11月24日，从中国南车股份有限公司资阳公司与商务部正式签订了援助土库曼斯坦客运机车及零配件项目订单，中国今年将向土库曼斯坦提供 中国南车2辆干线内燃客运机车及一批零配件。商务部决定该项目的生产供货任务采取单一来源采购方式，独家承担中国2013年援土库曼斯坦项目。

## 技术特点

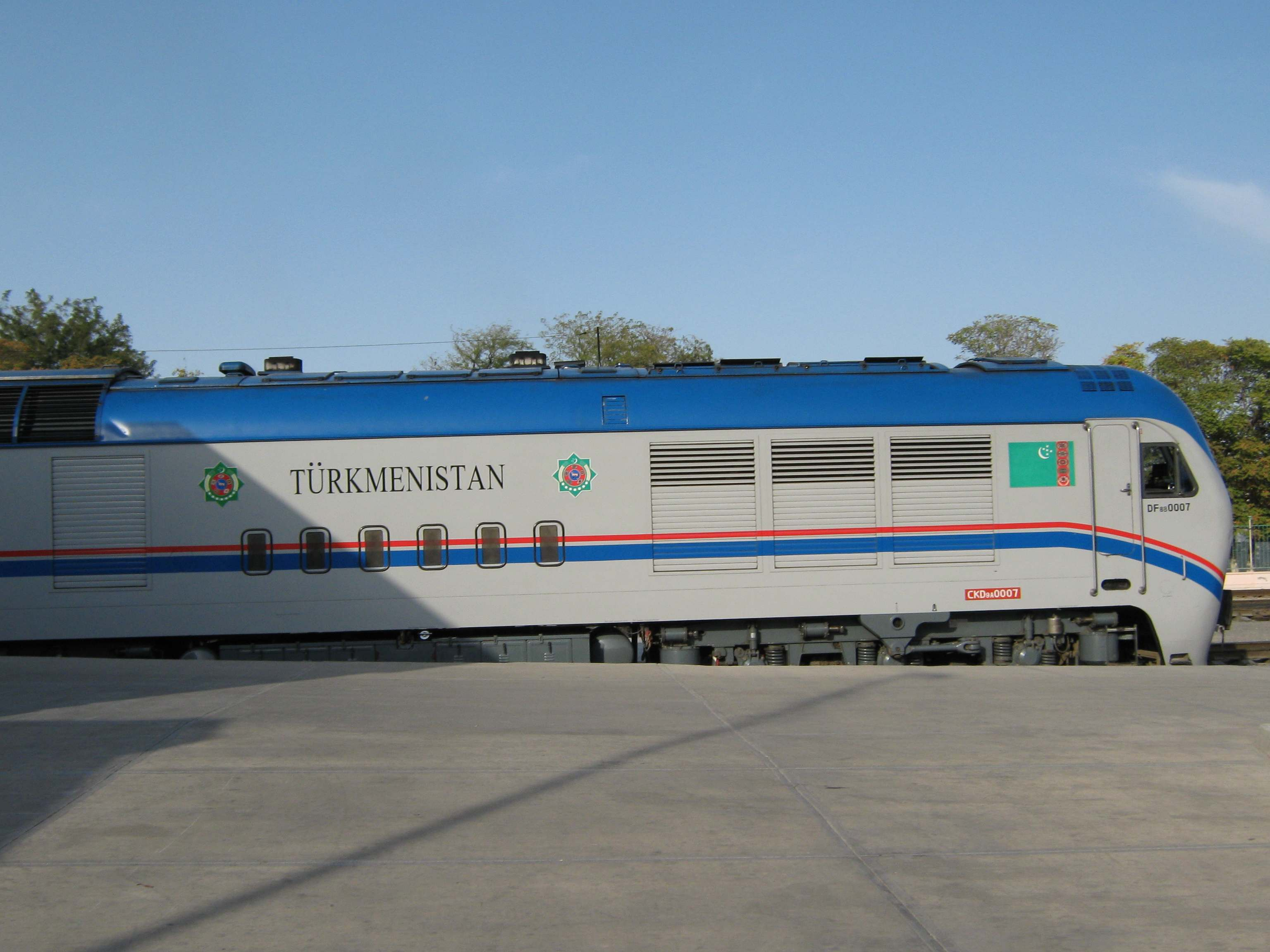
CKD9A型柴油机车，注意此车同时标注着CKD_{9A}0007与DF_{8B}0007两个编号

CKD9A型柴油机车是为土库曼斯坦铁路设计的干线客运机车，机车总体结构与东风8B型柴油机车大致相同，采用低合金钢侧壁承载结构棚式车体，设双侧贯通式内走廊、双端司机室，司机室外观采用流线型外形，机车车体从前到后依次为第一司机室、电气室、动力室、冷却室、辅助室和第二司机室。机车轴式Co-Co，最高运行速度为120公里/小时。机车牵引定额1100吨的大编组旅客列车（约20节）时，在平直道上的最大平衡速度可达100公里/小时以上，并能以大于40公里/小时的速度通过9.8‰的上坡道。
机车装用一台16V280ZJA型柴油机，为16气缸、四冲程、废气涡轮增压的V型中速柴油机，气缸直径280毫米，活塞行程285毫米，标定功率3860千瓦（5250马力），装车功率3680千瓦（5000马力）。传动系统采用交—直流電傳動，每台机车装用一台额定功率3700千伏安的JF204D型三相交流同步主发电机，和六台额定功率530千瓦的ZD109C型直流牵引电动机。柴油机通过弹性联轴节直接驱动一台三相交流同步牵引发电机，通过硅整流装置把牵引发电机发出的三相交流电整流为直流电，再将电能输送给两台转向架上的六台并联的直流串励牵引电动机，通过传动齿轮驱动车轮。机车并设有具有全功率自负荷功能的T733B型制动电阻装置，轮周制动功率为2980千瓦。
机车走行部为两台三轴转向架，结构与东风8B型机车的转向架相同，一系悬挂采用轴箱拉杆定位及螺旋弹簧，二系悬挂采用旁承橡胶堆，并配置垂向、横向油压减振器。牵引电机采用滑动抱轴承式半悬挂安装方式。根据土库曼斯坦方面的要求，将单元制动器改为与东风4B型机车相同的杆系制动装置，机车制动系统采用JZ一7型空气制动机。